# Monstrilla rugosa
Monstrilla rugosa är en kräftdjursart som beskrevs av Davis 1947. Monstrilla rugosa ingår i släktet Monstrilla och familjen Monstrillidae. Inga underarter finns listade i Catalogue of Life.